# Melicado do Gulistão

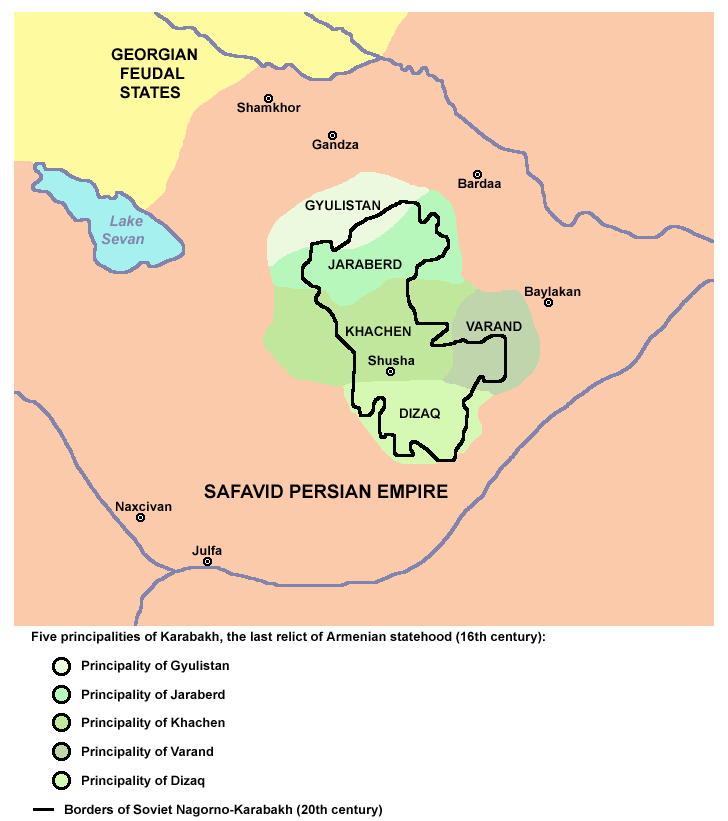
Melicados de Carabaque (séc. XVI)

O Melicado do Gulistão (em armênio/arménio:  Գյուլիստանի մելիքություն, transl. Gyulistani melik’ut’yun) foi um principado armênio no norte do território da atual República de Artsaque, que foi um dos cinco principados de Artsaque.
Foi fundado em 1601 por Seve Above, um representante do clã Melique-Beglariã do ramo do Baixo Cachene.
O território desde as margens do rio Curaque até o rio Tartar estava sob o controle do melicado do Gulistão. Os assentamentos dos Melique-Beglariãs foram a fortaleza de Gulistão, a vila de Gulistão e os palácios próximos ao mosteiro de Horeca, perto da vila de Talixe.